# Weyerhaeuser (Wisconsin)
Weyerhaeuser és una població dels Estats Units a l'estat de Wisconsin. Segons el cens del 2000 tenia 353 habitants.

## Demografia
Segons el cens del 2000, Weyerhaeuser tenia 353 habitants, 172 habitatges, i 101 famílies. La densitat de població era de 145 habitants per km².
Dels 172 habitatges en un 20,9% hi vivien nens de menys de 18 anys, en un 42,4% hi vivien parelles casades, en un 11,6% dones solteres, i en un 40,7% no eren unitats familiars. En el 37,8% dels habitatges hi vivien persones soles el 25,6% de les quals corresponia a persones de 65 anys o més que vivien soles. El nombre mitjà de persones vivint en cada habitatge era de 2,05 i el nombre mitjà de persones que vivien en cada família era de 2,67.
Per edats la població es repartia de la següent manera: un 20,4% tenia menys de 18 anys, un 5,4% entre 18 i 24, un 25,8% entre 25 i 44, un 19,8% de 45 a 60 i un 28,6% 65 anys o més.
L'edat mediana era de 44 anys. Per cada 100 dones de 18 o més anys hi havia 83,7 homes.
La renda mediana per habitatge era de 26.250 $ i la renda mediana per família de 30.000 $. Els homes tenien una renda mediana de 29.375 $ mentre que les dones 18.438 $. La renda per capita de la població era de 13.816 $. Aproximadament el 4,9% de les famílies i el 14,1% de la població estaven per davall del llindar de pobresa.

## Poblacions més properes
El següent diagrama mostra les poblacions més properes.